# Valérand Poullain
Valérand Poullain (Pollanus, Pullanus) (1509?/1520?-1558?) est un pasteur calviniste français. Dans sa carrière troublée, il a été pasteur d’une congrégation de tisserands Flamands ou Wallons amenés vers le sud-ouest de l’Angleterre autour de 1548 .

## Biographie
Poullain est originaire de Lille, d'origine noble, d'après ses déclarations. On ne connaît pas ses dates de naissance et de mort. Il a étudié à Louvain. Il a obtenu l'ordination sacerdotale en 1540.
En 1544-1545, il est volontaire pour remplacer le martyr Pierre Brully à l’église de Strasbourg. Mais il y rencontre l’opposition de réformateurs protestants locaux, qui le trouvent déraisonnable, notamment Johannes Sturm. Il fait partie des cinq candidats pour le poste, chacun devant prêcher devant un comité comprenant, entre autres, Sturm, Emmanuel Tremellius, et Pierre Martyr, soutenu par Martin Bucer. Finalement Poullain échoue à obtenir la poste. Il quitte alors pour une courte période la ville pour un poste d’enseignant à Romberg, et est remplacé à son poste de pasteur par Pierre Alexandre puis brièvement par Jean Garnier. De son passage à Strasbourg, Valérand Poullain va apporter la liturgie calvinienne de Strasbourg qu'il a traduite en latin publiée d'abord à Londres en 1551, puis en français publiée aussi à Londres en 1552. Il en a donné une seconde traduction latine avec quelques modifications à Francfort-sur-le-Main, en 1554.
Poullain doit son invitation en Angleterre à Jan Utenhove. Autour de 1547, il travaille à Canterbury avec une congrégation de réfugiés français. De 1551 à 1554, les tisserands qu’il a emmenés avec lui occupent le bâtiment abandonné de l’abbaye de Glastonbury, initialement sous les auspices du Lord Protecteur Somerset, et en utilisant une liturgie protestante conçue par Poullain. Poullain a probablement une influence notable sur la liturgie du Livre de la Prière Commune d’Édouard VI,,. 
Après l’accession au trône de Marie Ire d'Angleterre, Poullain doit quitter l’Angleterre avec 24 de ses tisserands, pour Wesel, puis Francfort. Il y fait la connaissance de John Foxe ; mais un déménagement à Bâle le conduit à sa comparution devant une cour des affaires matrimoniales pour une affaire concernant ses fiançailles contestées,.
En mars 1554, Poullain arrive à Francfort-sur-le-Main avec les familles de la congrégation wallonne du Somersetshire. Il demande au Conseil de la ville le droit de bourgeoisie, des demeures et des ateliers et « comme ils ne peuvent vivre sans religion, bien que nous soyons de la vôtre, mais ne comprenant pas votre langue » il demande une église ou un temple « afin d'y avoir la prédication de l'Évangile et l'administration des sacrements en notre langue d'après l'enseignement de l'apôtre Paul ». Le Conseil de la ville décide de l'accueillir le 18 mars 1554. Poullain inaugure le premier culte le 19 avril et célèbre un baptême dans l'église de l'ancien couvent des Dames Blanches (Weissfrauen) dont l'usage lui a été concédé. À partir de juillet, il doit partager l'église avec des réfugiés anglais qui ont été admis par le Conseil à condition de se conformer à la doctrine de la communauté française et d'en signer la Confession de foi. À partir du 23 juin 1555, une troisième communauté flamande ou hollandaise placée sous la conduite de Jean de Lasco ayant pour premier pasteur Pierre Dathen. Cependant, rapidement, la communauté va accroitre la susceptibilité des pasteurs locaux luthériens. Ces derniers se plaignent auprès du Conseil. Le 29 octobre ils reprochent au Conseil d'avoir laisser s'installer à Francfort un tel « ramassis d'étrangers de trois langues différentes, gens rusés, novateurs, préjudiciables au commerce de la ville » et demande à ce qu'on leur impose comme à Strasbourg d'enseigneur selon la doctrine de la confession d'Augsbourg et de renoncer à leurs erreurs sur la Cène.
Plus tard, en 1556, Poullain est responsable d'une congrégation française, querelleuse, réfugiée à Francfort. Jean Calvin lui-même doit intervenir : Poullain est blanchi des allégations portées contre lui. Il démissionne de son poste le 20 octobre 1556 après l'arbitrage de sa dispute avec Augustin Le Grand, et Calvin met en doute son jugement,. Poullain n'a pas repris de ministère mais se livre à des activités littéraires, dans le domaine de la théologie. Il meurt dans l'année 1558 à l'âge d'environ 37 ans.

## Publications
- Traité très utile du saint sacrement de la Cène, avec response aux principaux argumens des anciens et modernes contre ce saint sacrement, Strasbourg, 1547.
- Liturgia sacra, seu ritus ministerii in ecclesia peregrinorum profugorum propter  Evangelium Christi, cum apologia pro hac liturgia, Argentina, Staphanu Mierdmannu, 1551 (lire en ligne), avec une dédicace au roi Edouard VI, republié en 1554 à Francfort Liturgia Sacra, Seu Ritus Ministerii in Ecclesia peregrinorum Francofordiae. De nouveau publié par Brill en 1970
- L'ordere des prieres et ministere ecclesiastique, auec la forme de penitence pub. & certaines prieres de l'Eglise de Londres, et la confession de foy de l'église de Glastonbury en Somerset (1552), Wentworth Press, 2019, 116 p. (ISBN 978-0-35365336-8)
- Expositio disputationis Londinensis, Francfort, 1554 republié dans le Scrinium antiquarium de Gerdesius (tome III)
- Antidotum adversus Joachim Vuestphali consilium scriptum ad senatum civitatis, 1557
- Lettres à Jean Calvin. On trouve les lettres de Poullain à Genève, Francfort, Londres et Gotha.